# Natriumselenid
Natriumselenid ist eine anorganische chemische Verbindung des Natriums aus der Gruppe der Selenide.

## Gewinnung und Darstellung
Natriumselenid kann durch Reaktion von Natrium mit Selen in Ammoniak gewonnen werden.
{\displaystyle \mathrm {2\ Na+Se\longrightarrow Na_{2}Se} }
Bei einem Überschuss an Selen entstehen auch Natriumdiselenid Na2Se2, Natriumtriselenid Na2Se3, Natriumtetraselenid Na2Se4 und Natriumhexaselenid Na2Se6, welche graue und an feuchter Luft instabile Feststoffe darstellen.
Bei der Reaktion von Selen mit Hydrazin und Natriumhydroxid entsteht Natriumdiselenid, welches mit Natriumdithionit zu Natriumselenid reduziert werden kann.
{\displaystyle \mathrm {4\ Se+N_{2}H_{4}+4\ NaOH\longrightarrow 2\ Na_{2}Se_{2}+4\ H_{2}O+N_{2}} }
{\displaystyle \mathrm {Na_{2}Se_{2}+Na_{2}S_{2}O_{4}+4\ NaOH\longrightarrow 2\ Na_{2}Se+2\ NaSO_{3}+2\ H_{2}O} }

## Eigenschaften
Natriumselenid ist ein hygroskopisches rotes Pulver mit unangenehmem Geruch, das sich in Wasser zersetzt.
{\displaystyle \mathrm {Na_{2}Se+H_{2}O\longrightarrow NaHSe+NaOH} }
In Reinform ist es weiß und löslich in Wasser, zerfließt aber an Luft unter Rotfärbung durch Selenabscheidung und Bildung von Polyseleniden. Es hat eine kubische Kristallstruktur (vom anti-Calciumfluorid-Typ) mit der Raumgruppe Fm3m (Raumgruppen-Nr. 225). Von der Verbindung sind auch vier Hydrate bekannt.
Mit Chlorwasserstoff reagiert es zu Selenwasserstoff.
{\displaystyle \mathrm {Na_{2}Se+2\ HCl\longrightarrow 2\ NaCl+H_{2}Se} }

## Verwendung
Natriumselenid kann für organische Synthesen verwendet werden.